# System oświaty w Polsce
System oświaty w Polsce – ustanowiona przez państwo struktura organizacyjna edukacji w Polsce obejmująca oświatę, zapewniająca w szczególności realizację prawa do nauki poprzez kształcenie, wychowanie i opiekę. Obejmuje publiczne i niepubliczne przedszkola, szkoły podstawowe, szkoły ponadpodstawowe, policealne, artystyczne oraz szkoły specjalne i placówki opiekuńczo-wychowawcze. Do systemu oświaty nie zalicza się żłobków, klubów dziecięcych, zakładów poprawczych ani szkół wyższych (uczelni).

## Podstawy prawne
W Polsce po raz pierwszy obowiązek szkolny wprowadziła w Księstwie Warszawskim Izba Edukacji Publicznej w 1808 r. W 1961 r. w szkole podstawowej wprowadzono ośmioletni program nauczania.
Zgodnie z art. 70 ust. 1 Konstytucji RP każdy człowiek przebywający na terytorium Polski ma prawo do nauki. Nauka elementarna na mocy przepisów prawa jest obowiązkowa po osiągnięciu w przedszkolu gotowości (dojrzałości) szkolnej przez dzieci od 7. roku życia do ukończenia szkoły podstawowej. Status instytucji obowiązkowych mają jedynie szkoły podstawowe. Organizacja i działalność systemu oświaty zostały określone w szczególności w ustawie z dnia 14 grudnia 2016 r. Prawo oświatowe i w wielokrotnie nowelizowanej ustawie z dnia 7 września 1991 r. o systemie oświaty. Zasadnicze zmiany w systemie wprowadzono w 1999 i 2017 roku.

## Nauczyciele i inni pracownicy
Funkcjonowanie systemu oświaty jest oparte na czynnościach wykonywanych przez nauczycieli i innych pracowników zatrudnionych w jednostkach oświatowych. Nauczyciele mają obowiązek podnoszenia kwalifikacji w ramach systemu awansu zawodowego nauczycieli.

## Finansowanie
Zasady finansowania polskiego systemu oświaty reguluje ustawa z dnia 27 października 2017 r. o finansowaniu zadań oświatowych (Dz.U. z 2025 r. poz. 439). W Polsce subwencja oświatowa uzależniona jest od liczby uczniów przeliczeniowych otrzymanej przez zastosowanie zróżnicowanych wag dla wybranych kategorii uczniów, typów i rodzajów szkół oraz wskaźnika korygującego, uwzględniającego stopnie awansu zawodowego nauczycieli. Finansowy standard podziału subwencji w gminach to uzyskany przez podzielenie ogólnej kwoty subwencji (po odliczeniu od niej rezerwy, która w 2015 r. wyniosła 0,4 proc. kwoty subwencji) przez ogólną liczbę uczniów przeliczeniowych. MEN wyliczyło, że w 2015 roku standard A miał wynieść 5304,35 zł. Był zatem o 1,2 proc. (61 zł) wyższy od tego z 2014 r. (5241,89 zł).

## Jednostki organizacyjne
Jednostki organizacyjne dzieli się na szkoły i placówki oświatowe. Jeżeli nie określono typu szkoły, dane przepisy dotyczą wszystkich rodzajów szkół i przedszkoli. Szkoły i placówki prowadzone przez jeden podmiot mogą tworzyć zespoły, w szczególności mogą to być zespoły szkół, zespoły placówek oraz zespoły szkół i placówek.

### Wychowanie przedszkolne
Do przedszkola uczęszczają dzieci w wieku od trzeciego do szóstego roku życia, a w szczególnych przypadkach po ukończeniu 2,5 roku. Dzieci 6-letnie są objęte obowiązkowym wychowaniem przedszkolnym (zerówka). Wychowanie przedszkolne może odbywać się w przedszkolach, oddziałach przedszkolnych w szkołach podstawowych oraz w punktach przedszkolnych i zespołach wychowania przedszkolnego. Ostatnie dwie formy wychowania przedszkolnego przeznaczone są dla niewielkich grup dzieci, a wymagania dotyczące organizacji są mniej wymagające niż w przedszkolach.

### Szkoły podstawowe

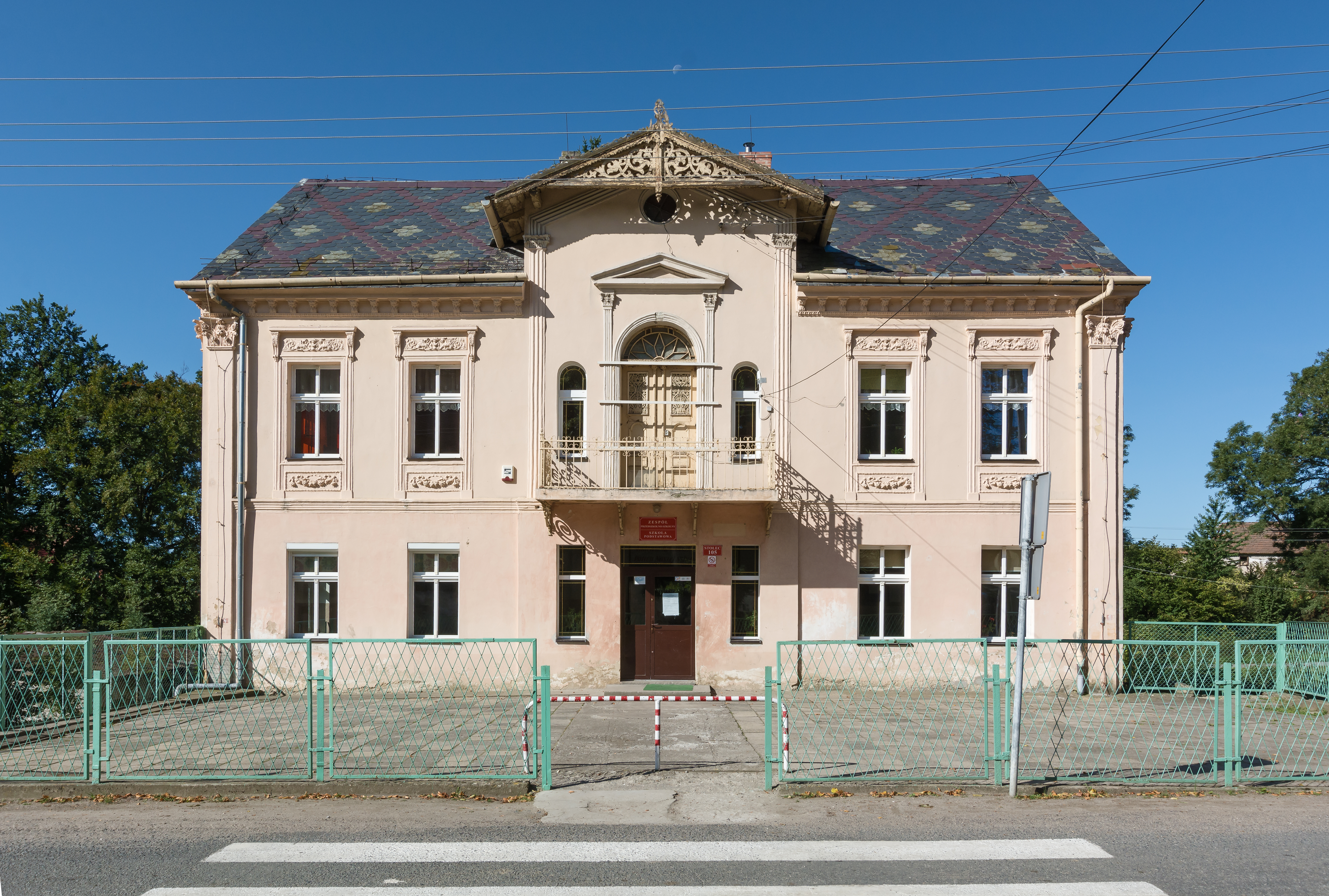
Szkoła podstawowa w Stolcu

Ośmioletnia szkoła elementarna, zwana szkołą podstawową, podzielona jest na dwa etapy: klasy I–III i IV–VIII.
Na pierwszym etapie – w klasach I–III przeznaczonych dla dzieci w wieku 7–9 lat – realizowana jest edukacja wczesnoszkolna. Główna część zajęć odbywają się łącznie i jest zwana edukacją zintegrowaną, jej prowadzenie powierza się jednemu nauczycielowi, który jest też wychowawcą oddziału. W programie nauczania z nauczania zintegrowanego wydzielono naukę języka obcego, edukację muzyczną, edukację plastyczną, wychowanie fizyczne i zajęcia komputerowe. Zajęcia te może prowadzić nauczyciel uprawniony do nauczania wczesnoszkolnego albo nauczyciel z uprawnieniami do nauczania wybranych przedmiotów. Na tym etapie nauczyciel nie musi przestrzegać lekcyjnego czasu pracy, tj. dzielić czasu pracy uczniów na 45-minutowe jednostki lekcyjne, tak jak to się robi w klasach wyższych. Uczniowie uczestniczą również w zajęciach religii lub etyki, chociaż te ostatnie – na skutek małej liczby chętnych – są rzadko organizowane w polskich szkołach. O uczestnictwie dziecka w zajęciach religii decydują ich rodzice. Oprócz obowiązkowych zajęć lekcyjnych szkoła musi również zapewnić dzieciom pozalekcyjne zajęcia służące zarówno rozwijaniu talentów, jak i wyrównywaniu szans.
W klasach IV–VIII przeznaczonych dla dzieci w wieku 10–15 lat kształcenie odbywa się w ramach przedmiotów, których prowadzenie powierza się nauczycielom – specjalistom przedmiotowym, mającym uprawnienia do nauczania danego przedmiotu. Jeden z nauczycieli uczących dany oddział klasowy pełni funkcję wychowawcy.
Przedmioty obowiązkowe realizowane na tym etapie nazwano:
- język polski / 5 godz. tygodniowo,
- język obcy nowożytny / 3 godz. tygodniowo,
- drugi język nowożytny (VII-VIII) / 2 godz. tygodniowo
- matematyka / 4 godz. tygodniowo,
- przyroda (IV) / 2 godz. tygodniowo,
- biologia (V-VIII) / 1 godz. tygodniowo,
- geografia (V-VIII) / 1 godz. tygodniowo,
- fizyka (VII-VIII) / 1 godz. tygodniowo,
- chemia (VII-VIII) / 1 godz. tygodniowo,
- historia / 1 godz. tygodniowo (IV) / 2 godz. tygodniowo ( V-VII)
- muzyka (IV-VII) / 1 godz. tygodniowo,
- plastyka (IV-VII) / 1 godz. tygodniowo,
- technika (IV-VI) / 1 godz. tygodniowo,
- informatyka / 1 godz. tygodniowo,
- wychowanie fizyczne (zajęcia ogólnorozwojowe z rekreacji ruchowej dostosowane do wieku rozwojowego) / 4 godz. tygodniowo,
- doradztwo zawodowe (VII-VIII) / 1 godz. tygodniowo,
- wiedza o społeczeństwie (VIII) / 1 godz. tygodniowo
- edukacja dla bezpieczeństwa (VIII) / 1 godz. tygodniowo

Przedmiotami nieobowiązkowymi są: religia lub etyka (wybór uczestnictwa dziecka w zajęciach należy do rodziców) oraz wychowanie do życia w rodzinie (od klasy V; decyzja o uczestnictwie dziecka w zajęciach należy do rodziców).
Na koniec szkoły uczniowie przystępują do egzaminu, który jest jednakowy dla wszystkich uczniów. Uczniowie o specjalnych potrzebach edukacyjnych otrzymują dostosowane arkusze i warunki pisania, mogą mieć wydłużony czas pisania egzaminu. Egzamin organizowany jest przez Centralną Komisję Egzaminacyjną. Wynik egzaminu nie ma wpływu na ukończenie szkoły podstawowej, ale przystąpienie do niego jest warunkiem ukończenia szkoły podstawowej. Wyniki egzaminu uzyskane przez ucznia brane są pod uwagę w rekrutacji do szkół ponadpodstawowych.

### Szkoły ponadpodstawowe
Istnieją następujące rodzaje szkół ponadpodstawowych:
Licea ogólnokształcące
Nauka trwa 4 lata. Ukończenie umożliwia przystąpienie do egzaminu maturalnego.
Technika
Nauka trwa 5 lat. Ukończenie umożliwia przystąpienie do egzaminu maturalnego, a zdanie egzaminów potwierdzających kwalifikacje zawodowe uzyskanie tytułu technika.
Szkoły branżowe I stopnia
Dawne zasadnicze szkoły zawodowe.
Uzupełnieniem podstawowego toku nauki są:
Szkoły policealne
Szkoły przyjmujące absolwentów liceów ogólnokształcących, ewentualnie techników. Prowadzą nauczanie przedmiotów zawodowych, umożliwiając uzyskanie kwalifikacji zawodowych i tytułu technika.
Szkoły branżowe II stopnia
Szkoły dla absolwentów branżowej szkoły I stopnia w zawodach, w których wyodrębniono kwalifikację wspólną dla zawodu nauczanego w branżowej szkole I i II stopnia.
Szkoły przysposabiające do pracy
Przysposabiają do pracy uczniów z niepełnosprawnością intelektualną w stopniu umiarkowanym i znacznym oraz uczniów z niepełnosprawnościami sprzężonymi. Ukończenie tego rodzaju szkoły umożliwia uzyskanie świadectwa potwierdzającego przysposobienie do pracy.

## Skala ocen
Roczne (semestralne – dotyczy szkół dla dorosłych) oceny klasyfikacyjne z zajęć edukacyjnych, począwszy od klasy IV szkoły podstawowej, ustala się w stopniach według następującej skali:
- celujący – 6,
- bardzo dobry – 5,
- dobry – 4,
- dostateczny – 3,
- dopuszczający – 2

- niedostateczny – 1.

Roczne oceny klasyfikacyjne z zachowania to: wzorowe, bardzo dobre, dobre, poprawne, nieodpowiednie i naganne. W klasach I–III szkoły podstawowej obowiązuje opisowa ocena klasyfikacyjna. Ocenianie bieżące w ciągu roku oraz oceny śródroczne określa statut szkoły.

## Ranking PISA
W rankingu PISA 2012 polscy gimnazjaliści (15-latkowie) zajęli 12. miejsce pod względem umiejętności matematycznych, 9. miejsce pod względem czytania i 8. miejsce w naukach przyrodniczych.

## Reformy systemu oświaty w Polsce

### Reformy w II RP
System oświaty w czasach II Rzeczpospolitej był wdrażany w wyniku reformy oświaty z 1932 roku nazywanej też jako reforma jędrzejewiczowska od nazwiska ówczesnego ministra wyznań religijnych i oświecenia publicznego Janusza Jędrzejewicza. Celem reformy według prof. Zbigniewa Osińskiego było wtedy likwidowanie skutków zaborów, a także dostosowanie struktury szkolnictwa do realnych potrzeb państwowych i społecznych. Reforma była wprowadzana ustawą z dnia 11 marca 1932 r. o ustroju szkolnictwa.

### Reformy w PRL
System oświaty w czasach PRL-u był wdrażany w wyniku zniesienia reformy jędrzejewiczowskiej w 1948 roku i reformy systemu oświaty z 1961 roku wprowadzanej ustawą z dnia 15 lipca 1961 r. o rozwoju systemu oświaty i wychowania, a wcześniej zatwierdzonej w dniach 12–20 stycznia 1961 r. przez Komitet Centralny PZPR na VII Plenum.

### Reformy w III RP
System oświaty w III RP był reformowany dwukrotnie: w 1999 r. znaczące zmiany wprowadziła reforma systemu oświaty z 1999 roku. Reforma oświaty z 2017 zniosła jednak większość zmian w strukturze oświaty i programowych wprowadzonych w 1999 r.